# Husarer nr. 968
Husarer nr. 968 er en dansk dokumentarisk optagelse fra 1912 produceret af Nordisk Films Kompagni.

## Handling
Optagelser fra en gardehusar-militærøvelse. Træning i forskellige angrebsformationer og nærkamp. Filmen er formentlig optaget i Fælledparken bag den daværende  Husarkaserne på Østerbro.